# 日向丸
日向丸（ひなたまる）は、徳島県阿南市と那賀郡那賀町、海部郡美波町の境界にある山である。標高603m。

## 地理・概要
美波町の北河内谷川流域の最高峰で、三郡市にまたがる。北西部へ尾根伝いに約700m行くと矢筈山があるが、当山は国土地理院の地形図に山名が表記されておらず、この山とよく混同される。
また「日和佐町史」、「相生町史」には記載される。舞ヶ谷川の源流をなす。